# Litýš
Der Litýš (deutsch Litaisch, 435 m) ist eine kegelförmige Erhebung im rechtselbischen Böhmischen Mittelgebirge, südöstlich von Třebušín gelegen und westlich dem deutlich höheren Berg Sedlo vorgelagert.
Auf dem Gipfel befinden sich Reste einer gleichnamigen Burg, die um das Jahr 1422 Siegmund (auch Sigismund, Zikmund) von Wartenberg auf Tetschen errichten ließ.
Die Lage und der Bauherr der Burg lassen vermuten, dass sie dem Kampf gegen die Hussiten dienen sollte, da sie sich unweit der vom Hussitenführer Jan Žižka beherrschten Kelchburg befand und Siegmund ein prominenter Gegner der Hussitenbewegung war. Die Burg blieb bis zum Beginn des 16. Jahrhunderts im Besitz der Wartenberger; über die Umstände ihres Niedergangs ist nichts bekannt; sie wurde 1544 als verlassen und 1680 von Balbín als „namenlos“ beschrieben. Noch vorhanden sind einige Wälle, Gräben und Gebäudereste.
Der Berg ist am besten über seine Südseite auf dem ursprünglichen, zum Teil noch gut erhaltenen Burgweg zu erreichen. Die Gipfelregion ist bewaldet und erlaubt kaum Ausblicke.